# Koolhoven F.K.52

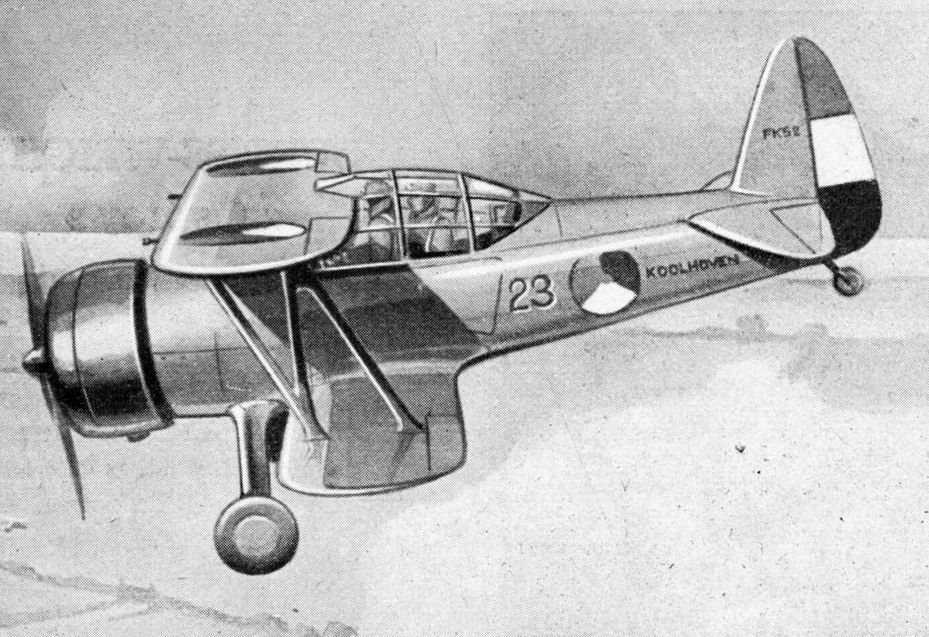
Koolhoven FK-52 – Le Pontential Aérien Mondial (1936)

De Koolhoven F.K.52 was een tweedekker jager en verkenningsvliegtuig. Het toestel, geconstrueerd door Vliegtuigenfabriek Koolhoven, had een gesloten cockpit en twee enkelvoudige wielpoten als landingsgestel.
Het prototype van de F.K.52 maakte zijn eerste vlucht in februari 1937. Maar het toestel ging verloren tijdens een ongeval op 11 augustus van datzelfde jaar. Hoewel het ontwerp in 1938 al verouderd was, besloot Koolhoven er toch een paar te bouwen. De Nederlandse luchtmacht bestelde 36 stuks in 1939, maar er waren er slechts 4 afgebouwd (en nog niet afgeleverd) toen Nazi-Duitsland in 1940 Nederland binnenviel.
De Zweedse graaf en luchtvaartpionier Carl Gustav von Rosen kocht twee F.K.52 jagers en doneerde deze aan de Finse luchtmacht. De toestellen werden op 18 januari 1940 naar Finland gevlogen. Beide jagers hebben tijdens de Winteroorlog boven Finland vele gevechtsmissies gevlogen.

## Specificaties
- Type: Koolhoven F.K.52
- Fabriek: Vliegtuigenfabriek Koolhoven
- Rol: jager en verkenningsvliegtuig
- Bemanning: 2
- Lengte: 8,25 m
- Spanwijdte: 9,80 m
- Leeggewicht: 1650 kg
- Maximum gewicht: 2500 kg
- Motor: 1 × Bristol Mercury VIII negencilinder luchtgekoelde stermotor, 838 pk
- Propeller: drieblads met variabele spoed
- Eerste vlucht: 9 februari 1937
- Aantal gebouwd: 6

Prestaties
- Maximumsnelheid: 380 km/u
- Kruissnelheid: 308 km/u
- Vliegbereik: 1130 km
- Plafond: 9800 m

Bewapening
- Geschut: 2 × voorwaarts gericht 7,7 mm machinegeweer in de vleugels
- Bommenlast: 150 kg